# Episodi di The A Word
Gli episodi di The A Word, serie TV britannica creata da Peter Bowker, che ne ha scritto la sceneggiatura per tutte e tre le stagioni. 
In Italia, le tre stagioni complete sono disponibili in esclusiva su Disney+.
| n°               | Titolo originale   | Titolo italiano         | Prima TV UK      | Prima TV Italia |
| Prima stagione   | Prima stagione     | Prima stagione          | Prima stagione   | Prima stagione  |
| ---------------- | ------------------ | ----------------------- | ---------------- | --------------- |
| 1                | Diagnosis          | Diagnosi                | 22 marzo 2016    | 9 novembre 2022 |
| 2                | Home School        | Scuola                  | 29 marzo 2016    | 9 novembre 2022 |
| 3                | Therapy            | Terapia                 | 5 aprile 2016    | 9 novembre 2022 |
| 4                | Sleepover          | Pigiama party           | 12 aprile 2016   | 9 novembre 2022 |
| 5                | Goodbye            | Addio                   | 19 aprile 2016   | 9 novembre 2022 |
| 6                | Lost               | Perduto                 | 26 aprile 2016   | 9 novembre 2022 |
| Seconda stagione |                    |                         |                  |                 |
| 1                | Naming Day         | La parola con la A      | 7 novembre 2017  | 9 novembre 2022 |
| 2                | Get Away           | La fuga                 | 14 novembre 2017 | 9 novembre 2022 |
| 3                | Are We Still Here? | Siamo ancora qui?       | 21 novembre 2017 | 9 novembre 2022 |
| 4                | Falling            | La caduta               | 28 novembre 2017 | 9 novembre 2022 |
| 5                | Family Album       | Album di famiglia       | 5 dicembre 2017  | 9 novembre 2022 |
| 6                | Same Deep Water    | Acque profonde          | 12 dicembre 2017 | 9 novembre 2022 |
| Terza stagione   |                    |                         |                  |                 |
| 1                | Episode 1          | Una notizia inaspettata | 5 maggio 2020    | 9 novembre 2022 |
| 2                | Episode 2          | Bentornata felicità     | 12 maggio 2020   | 9 novembre 2022 |
| 3                | Episode 3          | Il campeggio            | 19 maggio 2020   | 9 novembre 2022 |
| 4                | Episode 4          | Madre e figlia          | 26 maggio 2020   | 9 novembre 2022 |
| 5                | Episode 5          | 'A' come amore          | 2 giugno 2020    | 9 novembre 2022 |
| 6                | Episode 6          | Trasloco                | 9 giugno 2020    | 9 novembre 2022 |

## Prima stagione
La prima stagione di The A Word è scritta interamente da Peter Bowker. Peter Cattaneo ha diretto i primi tre episodi mentre Dominic Leclerc il quarto e quinto. Per finire, Susan Tully ha diretto il sesto episodio nonché finale di stagione.

### Diagnosi
Alison e Paul Hughes trovano continuamente scuse per il comportamento poco collaborativo del loro bambino di cinque anni, Joe. I due genitori rifiutano di ascoltare gli altri membri della famiglia quando questi sospettano qualcosa di più serio. Nel frattempo Nicola ed Eddie si trasferiscono accanto ad Alison e Paul, sperando di ricominciare da capo nella zona del Lake District, nella contea della Cumbria. Eddie fatica a dimenticare l'infedeltà di Nicola, soprattutto ora che è diventata di dominio pubblico nella cittadina.

### Scuola
Alison ritira Joe da scuola e ricatta emotivamente il resto della famiglia, costringendoli a contribuire alla scuola parentale. Alison si mostra sprezzante nei confronti delle idee alternative di Paul di iscrivere Joe ad una scuola che sappia meglio gestire i bisogni educativi speciali di Joe. Ciò mette a dura prova il loro matrimonio. Anche la relazione tra Nicola ed Eddie viene messa alla prova quando Alison chiede a Nicola di chiedere una seconda opinione a Michael, il medico con cui ha tradito Eddie. Nel frattempo Rebecca è lasciata a se stessa e l'unico a cui sembra importare è suo zio Eddie. 

### Terapia
La logopedista Maggie White inizia un percorso di terapia e riesce a fare dei progressi con Joe. La terapia coinvolge anche il resto dei familiari che, loro malgrado, sono posti davanti a scomode verità. Alison riconosce in Maggie una vecchia compagna di scuola, ma Maggie ha pessimi ricordi legati al bullismo subito anche da parte di Alison ed interrompe bruscamente le sue visite, ignorando le suppliche di Alison di restare. Nel frattempo, Maurice riconsidera la proposta di Louise di diventare amanti. Nicola si ambienta nel suo nuovo lavoro all'ambulatorio mentre Eddie ha problemi nella gestione del birrificio a causa dei continui controlli da parte di suo padre, Maurice. Rebecca si sente sempre più ignorata da sua madre. 

### Pigiama party
Alison osserva Joe giocare con altri due bambini e li invita a un pigiama party durante il quale Joe si ammala. Durante il recupero, Joe dimostra empatia per sua madre mentre guardano le foto della sua defunta nonna, inducendo Alison a credere che sia guarito dall'autismo. A scuola, Luke ignora Rebecca in seguito alla loro prima esperienza sessuale e lei si rivolge a Eddie e Nicola. Maurice si rende conto che anche a lui manca la sua defunta moglie più di quanto pensasse e forse il suo rapporto di amicizia con Louise, l'insegnante di musica, non è una buona idea. Nel frattempo, Paul ha un momentaneo riavvicinamento ad una vecchia fiamma.

### Addio
La polizia indaga su Maya, la babysitter di Joe, e scopre che è un'immigrata clandestina. Nonostante i disperati tentativi di Alison di convincere Bob, amico di famiglia e agente di polizia, a chiudere un occhio, Maya viene deportata e Alison è preoccupata per l'effetto che ciò avrebbe su Joe. Nel frattempo, la relazione di Rebecca con Luke si inasprisce e i piani di Eddie di trasferirsi a Manchester non sono apprezzati da Nicola e Maurice. 

### Perduto
Dopo il litigio per le divergenze sul volere più figli, Alison e Paul si riconciliano in tempo per l'apertura del loro nuovo ristorante. Maurice lascia Joe con il figlio di Louise, Ralph, un ragazzo affetto da sindrome di Down, e Joe scompare. Durante una ricerca di massa, alcune verità scomode vengono rivelate.

## Seconda stagione
La seconda stagione di The A Word è nuovamente scritta interamente da Peter Bowker. Susan Tully ha diretto la regia della prima metà della serie di sei episodi mentre Luke Snellin i restanti tre.

### La parola con la A
Sono passati due anni dal finale della prima stagione. Alison e Paul si preoccupano per Joe quando diventa chiaro che è infelice a scuola e usa la parola "autistico" per la prima volta, riferendosi a se stesso in accezione negativa e scusandosi per essere così com'è. Nicola ed Eddie fingono con i genitori di Nicola di stare ancora insieme, ignorando come i suoi genitori hanno i loro problemi coniugali. Rebecca presenta alla famiglia il suo nuovo fidanzato James e Maurice viene trattato con freddezza da Louise. 

### La fuga
Joe inizia il suo primo giorno alla scuola di Pear Tree e Maurice assume Ralph al birrificio, nonostante le proteste di Louise. 

### Siamo ancora qui?
Paul porta Mark e Sophie a un concerto. Dopo il concerto, si ritrova ad avvicinarsi a Sophie. Nel frattempo, Rebecca ha il cuore spezzato dopo che James l'ha lasciata tramite un sms. Alison incontra la nuova ragazza di Eddie, Holly, che secondo Alison è quasi identica a Nicola. Maurice si prende cura di Louise mentre lei si sottopone alla chemioterapia, ma lei teme queste attenzioni nascano dal suo desiderio di "salvare" la sua defunta moglie, morta di cancro anni prima. 

### La caduta
Nel tentativo di ricucire la loro relazione in seguito agli eventi dell'episodio precedente, Rebecca organizza che Paul e Alison trascorrano il fine settimana nell'appartamento di Eddie a Manchester. Nel frattempo, Maurice si rende conto che i suoi sentimenti per Louise sono più forti di quanto avesse pensato in precedenza. 

### Album di famiglia
Paul va su tutte le furie quando Nicola usa un video di Joe in un discorso accademico sull'autismo e rivela ad Alison che accetta meno l'autismo di Joe di quanto avesse lasciato intendere in precedenza. Holly lascia Eddie e Maurice propone a Louise di sposarlo.

### Acque profonde
Iniziano i preparativi per lo spettacolo di fine anno nella vecchia scuola elementare di Joe. Paul ha intenzione di lasciare Alison perché sente che vivono "vite separate". Louise rifiuta la proposta di Maurice e suggerisce di restare amici. Maurice si offre di allontanarsi dal birrificio e di affidarlo a Eddie senza alcuna interferenza. Eddie comunica a Nicola che sta pensando di tornare a casa per gestire il birrificio, aggiungendo che vuole solo essere il suo migliore amico piuttosto che il suo amante. Durante l'esibizione di Joe allo spettacolo di fine anno, la famiglia si riunisce sul palco, ma quando finisce, Maurice ha un mancamento.